# Мајра Монти (Калифорнија)
Мајра Монти (енгл. Mira Monte) насељено је место без административног статуса у америчкој савезној држави Калифорнија.

## Демографија
По попису из 2010. године број становника је 6.854, што је 323 (-4,5%) становника мање него 2000. године.
| Група             | 2000.         | 2010.         |
| Белци             | 5.918 (82,5%) | 5.243 (76,5%) |
| Афроамериканци    | 38 (0,5%)     | 43 (0,6%)     |
| Азијати           | 82 (1,1%)     | 129 (1,9%)    |
| Хиспаноамериканци | 951 (13,3%)   | 1.254 (18,3%) |
| Укупно            | 7.177         | 6.854         |